# Carabodes hoh
Carabodes hoh är en kvalsterart som beskrevs av Robert Gatlin Reeves och Valerie M. Behan-Pelletier 1998. Carabodes hoh ingår i släktet Carabodes och familjen Carabodidae. Inga underarter finns listade.